# Canal 56 (Vinaroz)
Canal 56 (Vinaroz) es un canal de televisión español de ámbito comarcal con sede en Vinaroz (Castellón).

## Historia
Originariamente, en el año de su constitución (1985), la televisión se denominó “LA TELEVISIÓN DE AQUÍ”. Posteriormente pasó a llamarse “CANAL 21” y más tarde “TELE3”, para terminar denominándose en el año 2000 como actualmente se la conoce, “CANAL 56”. Más de veinte años consecutivos de emisión ininterrumpida con más de doce mil horas de contenidos audiovisuales de proximidad, haciendo realidad el sueño de multitud de ciudadanos de verse identificados con la televisión, con su televisión, con una forma distinta de hacer y entender la televisión, con su televisión comarcal.
Canal 56 ha sido la primera televisión comarcal de la Comunidad Valenciana en iniciar sus emisiones TDT en la modalidad de autoprestación. Esta televisión ubicada en Vinaroz inició sus emisiones en analógico en 1.985 con infraestructura propia y como adjudicatarios del canal TDT local, se ofrecieron como gestores del multiplex a las otras dos televisiones locales. Para ello, crearon la empresa Transmisiones Digitales del Mediterráneo, S.L. o Tradime y ampliaron y modernizaron su infraestructura para dar cobertura comarcal a toda la zona norte de la provincia de Castellón, desde Alcalá de Chivert hacia el interior, llegando hasta los límites de la provincia de Teruel y sur de Cataluña. Tradime opera dentro de la demarcación TL04CS de Vinaroz – Castellón con una población de aproximadamente 100.000 ciudadanos.
El presentador nunca se corta el pelo, y no contrata a nadie, se cree que el presentador es uno 1/1 de los jefes de producción.
Es un canal en el que se presentan noticias, se retransmiten fiestas de Castellón (como Carnaval de Vinaros, etc)